# Hyderabad (distrikt)
|  | For andre betydninger, se Hyderabad |
Hyderabad (telugu: హైదరాబాదు జిల్లా, urdu: حيدراباد زيلا) er et distrikt i den indiske delstat Telangana. Distriktets hovedstad er Hyderabad. 

## Demografi
Ved folketællingen i 2011 var der 4.010.238 indbyggere i distriktet, mod 3.829.753 i 2001. Den urbane befolkningen udgør 100 % af befolkningen.
Barn i alderen 0 til 6 år udgjorde 10,46 % i 2011 mod 12,69 % i 2001. Antallet piger i den alder pr. tusinde drenge er 938 i 2011 mod 943 i 2001.

## Inddelinger

### Mandaler
I Telangana er mandal det tredje administrative niveau, under staten og distrikterne. Hyderabad distrikt har 17 mandaler.
1. Tirumalagiry
2. Shaikpet
3. Secunderabad
4. Saidabad
5. Nampally
6. Musheerabad
7. Marredpally
8. Khairthabad
9. Hyderabad
10. Himayathnagar
11. Golconda
12. Charminar
13. Bandlaguda
14. Bahadurpura
15. Asifnagar
16. Ameerpet
17. Amberpet